# Xavi Giménez
Xavi Giménez (n. Barcelona, 1970), AEC, es un director de fotografía español. Cursó estudios de cine decantándose enseguida por la faceta de operador. Con uno de sus primeros cortometrajes, Walter Peralta, de Jordi Mollà, ya ganó el premio a la mejor fotografía en el Festival Internacional de Jerusalén. Desde entonces no ha parado de trabajar, especializándose en películas de género fantástico (sobre todo a partir de su colaboración con el director Jaume Balagueró, con quien ha hecho tres largometrajes) lo que le ha permitido poder experimentar y dar salida a su enorme talento como iluminador.
Es el director de fotografía habitual de las películas de terror de la compañía Filmax. Su estilo se ajusta perfectamente a las necesidades del género fantástico, y consigue enriquecer todas las películas en las que trabaja con una atmósfera visual siempre sugerente e indiscutiblemente singular. Esto le ha valido el reconocimiento de la profesión, siendo nominado al Premio Goya a la mejor fotografía por la película Intacto, o ganar en varias ocasiones el galardón que el Festival de Sitges concede al mejor operador.

## Filmografía como director de fotografía
- 1991: Els peixos argentats a la peixera; director: Carlos Atanes.
- 1993: El tenor mental; director: Carlos Atanes.
- 1993: Walter Peralta; director: Jordi Mollà.
- 1994: Truqui abans d'entrar; director: Tola Castillo.
- 1995: Hombre cero; director: Carles Schenner.
- 1995: Tríptico; director: Carlos Atanes.
- 1996: La parabólica; director: Oriol Ferrer.
- 1996: El domini dels sentits; episodio dirigido por Isabel Gardela.
- 1996: Andrea; director: Sergi Casamitjana.
- 1997: Bomba de relojería; director: Ramón Grau.
- 1997: La comida; director: Mario Durán.
- 1998: Génesis; director: Nacho Cerdà.
- 1999: Los sin nombre; director: Jaume Balagueró.
- 2001: Intacto; director: Juan Carlos Fresnadillo.
- 2002: Ataúdes de luz; director: Nacho Cerdà.
- 2002: Darkness; director: Jaume Balagueró.
- 2003: La gran aventura de Mortadelo y Filemón; director: Javier Fesser.
- 2003: Palabras encadenadas; director: Laura Mañà.
- 2004: El maquinista; director: Brad Anderson.
- 2004: Hipnos; director: David Carreras.
- 2005: Frágiles; director: Jaume Balagueró.
- 2006: The abandoned; director: Nacho Cerdà.
- 2006: El camino de los ingleses; director: Antonio Banderas.
- 2008: Transsiberian; director: Brad Anderson.
- 2009: Ágora; director: Alejandro Amenábar.
- 2012: Tengo ganas de ti, director: Fernando González Molina.
- 2015: Palmeras en la nieve; director: Fernando Gonzalez Molina.
- 2016: El rey tuerto; director: Marc Crehuet.
- 2023: Camino a Belén; director: Adam Anders